# Севюк, Исмаил Хабиб
Исмаил Хабиб Севюк (англ. İsmail Habip Sevük(1892 год, Эдремит — 17 января 1954 года, Стамбул) — турецкий писатель, историк литературы, литературовед, журналист, политик.
Во время Войны за независимость он писал статьи в поддержку национально-освободительной борьбы турецкого народа в различных газетах Анатолии. Автор «Истории турецкой литературы Теджеддют» — первой книги по истории литературы периода республики. Депутат Великого национального собрания Турции от Синопа (1943—1946).

## Биография

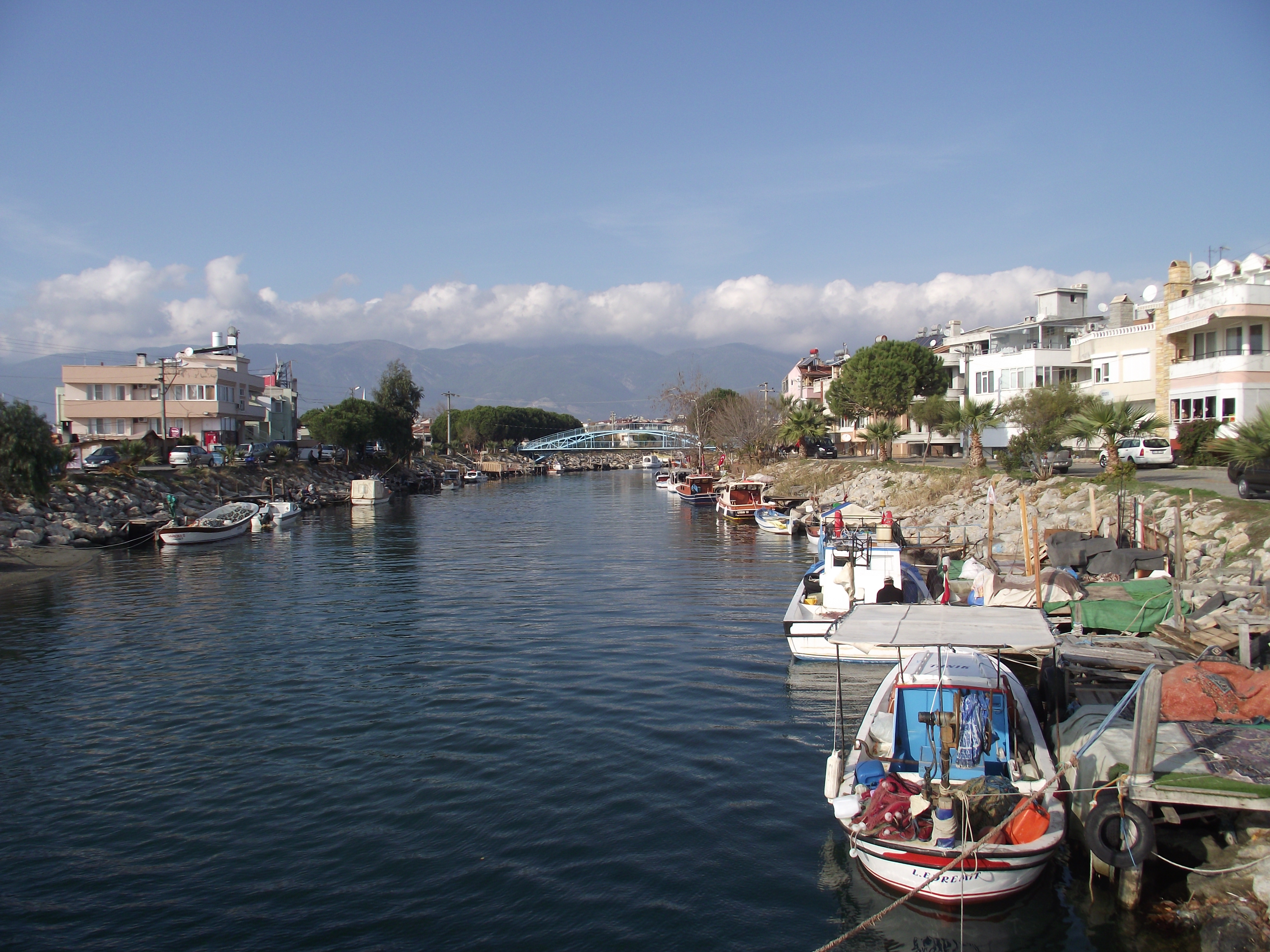
Город Эдермит. Турция

Родился в Эдремите в 1892 году. Его отец — майор жандармерии Мустафа Хабиб-бей. Севюк получил начальное образование в Эдремите, среднюю школу окончил в Бурсе. Любовь к литературе ему привил учитель средней школы Хусейн Сирет-бей.
В 1913 году окончил Высшую юридическую школу Дарюльфюнун в Стамбуле (1913).

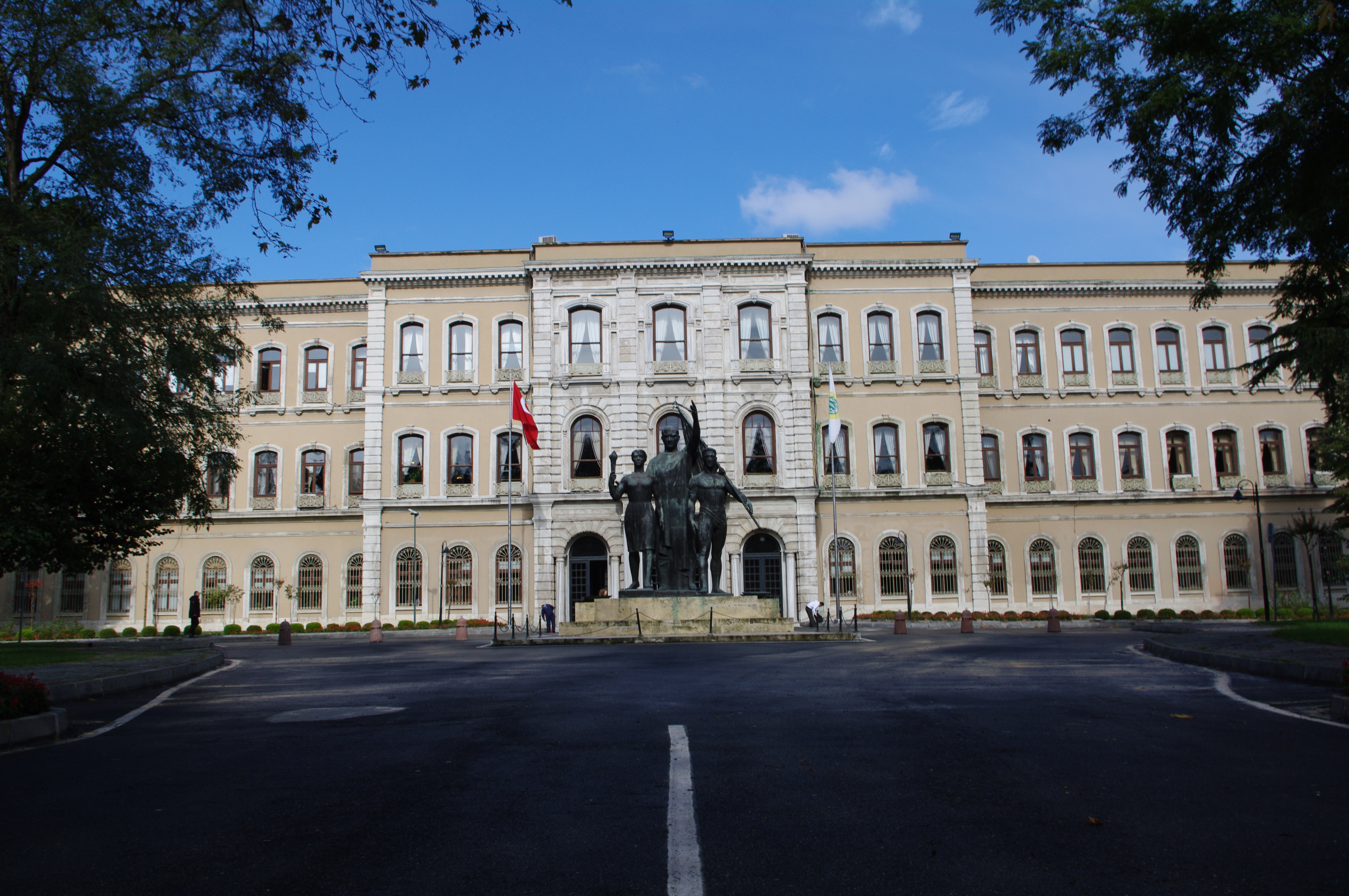
Стамбульский университет. Турция

После окончания юридической школы Севюк выбрал профессию учителя. В 1914 году он сдал экзамен Министерства просвещения и был назначен учителем литературы и философии в Кастамону. Отличное знание французского и персидского языков позволило Севюку успешно справляться со своими обязанностями. В этот период он руководил клубом Комитета Единения и прогресса в Кастамону и был главным редактором газеты «Кёроглу».
В 1919 году Севюк переехал в Измир и работал учителем литературы в Измир-Султаниси. После оккупации Измира (Смирны) войсками Греческого Королевства переехал в Балыкесир. В 1919—1920 годы Исмаил Севюк руководил журналом «İzmir’e Doru», который издавали в Балыкесире Мустафа Неджати и Васыф-Бей. Когда Балыкесир был оккупирован греками, он снова отправился в Кастамону. До 13 октября 1922 года он писал статьи для газеты «Açıksöz» (Ачыксёз), издаваемой Хамди (Челен) и Хюсню (Ачыксёз).
После окончания войны за независимость Турции (1919—1923) Севюк отправился в Анкару, устроился на работу учителем литературы в средней школе для мальчиков.
С декабря 1922 года Исмаил Хабиб бей начал писать для газеты Юнуса Нади «Ени Гён» (Новый день). Он присоединился к поездке Мустафы Кемаля-паши по провинциям Адана, Мерсин и Конья в марте 1923 года в качестве корреспондента агентства «Yeni Gün» и «Anadolu». Свои впечатления он опубликовал в серии в газете «Hâkimiyet-i Milliye» (Власть и нация).
Когда Васыф-Бей стал министром образования, Севюк был назначен директором национального образования Эдирне. Он стал президентом «Türk Ocağı» (неправительственный турецкий национальный комитет) в Эдирне.
В 1925 году был опубликован его труд «Türk Teceddüt Edebiyatı Tarihi» (История турецкой литературы Возрождения), который он подготовил как учебник для средних школ.

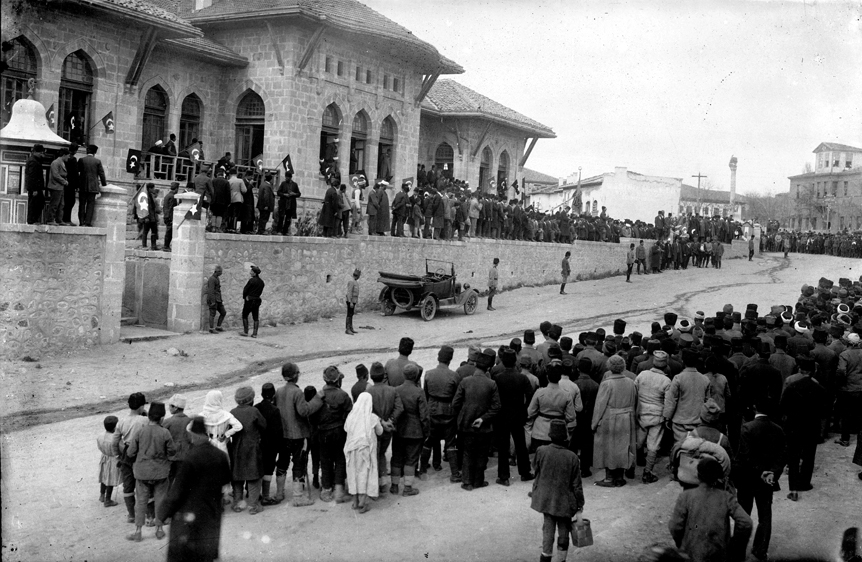
Открытие Великого национального собрания Турции I созыва. 1920 год. Анкара

Исмаил Севюк работал в Институте образования Анталии в 1926—1927 годах и в Институте образования Аданы в 1927—1931 годах. Находясь в Адане, он издавал журнал «Adana Mıntıkası Maarif Mecmuası»(Журнал образования Аданы). В период с 1928 по 1931 год вышло 40 номеров журнала.
После отмены системы безопасности в сфере образования в 1931 году был назначен учителем литературы в Галатасарайский лицей (Стамбул).
В конце 1939 года статьи Мустафы Нихата Озона о его работе под названием «История современной турецкой литературы с текстами» вызвали споры в прессе с участием многих писателей.
Исмаил Хабиб Севюк был избран депутатом Великого национального собрания Турции от Синопа VII-го созыва (1943—1946).
Севюк никогда не был женат. В 1946 году он вышел на пенсию и полностью посвятил себя литературе.
Исмаил Хабиб Севюк умер в Стамбуле 17 января 1954 года от рака горла. Он похоронен на кладбище Меркезефенди.

## Литературная деятельность
Важнейший труд Исмаила Хабиба Севюка — «История турецкой литературы Возрождения», опубликованная в 1925 году. В этой работе автор рассматривает турецкую литературу до периода Танзимат и обновления, турецкую литературу параллельно с французской литературой.
Считается[кем?], что в этом труде есть моменты, искажающие факты.
«От Дуная на Запад» (1935) и «Юрттан Язылар» (1943, «О родных краях») — книги о путешествиях.
Он собрал свои воспоминания об Ататюрке в работе «Те времена» (1936). Свои сочинения, оценивающие личность Ататюрка и революции под его руководством, издал под общим названием «За Ататюрка» (1939).
Севюк описал жизнь и искусство поэтов и писателей, формирующих западную культуру и искусство, в своем двухтомном труде «Европейская литература и мы» (1940—1941).

## Труды
- История турецкой литературы Возрождения, 1925.
- Наши литературные нововведения, 1931—1932. (Улучшенное издание Истории турецкой литературы Возрождения)
- Начиная с Танзимата 1940 года.
- От Дуная на запад, 1935—1944 гг.
- Затем, 1936 год. (Воспоминания о Освободительной войне)
- Для Ататюрка, 1939 год.
- Европейская литература и США, 1940—1941.
- Литературная информация, 1942.
- Статьи из дома, 1943 год (О родных краях).
- Турецкая борьба, 1946 год
- Мевлана, 1954 год.
- Юнус Эмре, 1954 год.